# Locomotive compound
 (novembre 2016).
Pour les articles homonymes, voir Compound.
Une locomotive compound est une locomotive à vapeur à expansion multiple, c'est-à-dire que la vapeur se détend successivement dans au moins deux étages de cylindres en cascade : la vapeur issue des cylindres Haute Pression (HP) se détend à son tour dans les cylindres Basse Pression (BP). 
Ce système permet d'exploiter au mieux l'énergie de la vapeur tout en limitant la phase de détente au niveau de chaque cylindre, ce qui est bénéfique au rendement de la machine.

Sur les moteurs de navire à vapeur, on trouve jusqu'à trois étages de détente (triple expansion). Les locomotives compound sont à double expansion.

## Moteur compound
Le moteur compound (d'un mot anglais signifiant composé) comprend :
- un ou plusieurs cylindres « haute pression » (HP), dans lesquels la vapeur issue de la chaudière est détendue jusqu'à 6 ou 7 bar ;
- un ou plusieurs cylindres « basse pression » (BP), 2,5 fois plus volumineux (ce multiplicateur dépend en réalité d'énormément de facteurs), où la vapeur issue des premiers poursuit sa détente jusqu'à la pression d'échappement.

Cette disposition évite de libérer à l'extérieur, une vapeur à température encore suffisante pour être recyclée. On améliore ainsi le rendement du moteur. En effet, il n'est pas possible d'avoir une détente aussi complète dans un seul étage de cylindre. Cela générerait une phase de recompression plus importante qui nuirait à l'allure de la locomotive.
Les machines compound utilisent en général de la vapeur à des pressions de 16 à 20 bar (1,6 à 2 MPa) alors que les machines à simple expansion ne recourent qu'à des pressions de 12 à 14 bar (15,5 bar pour la 141 R).
Les machines compound modernes disposent en général de 4 cylindres disposés de la façon suivante : 2 cylindres HP à l'extérieur juste en avant du premier essieu moteur et 2 cylindres BP à l'intérieur (entraînant le premier essieu moteur par un système bielle-manivelle) et situés plus en avant (sur les machines à bogie avant) ; les cylindres HP et BP correspondants sont calés à 180°.

## Historique

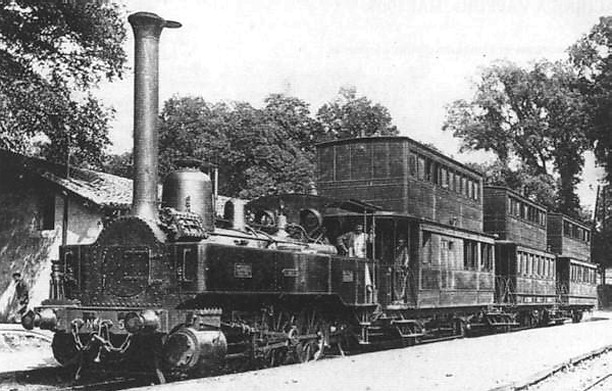
La locomotive du BAB, 1876.

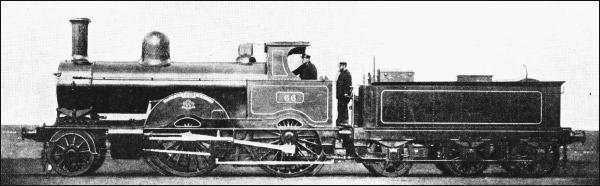
La locomotive LNWR no 66 « Experiment » à 3 cylindres, 1882.

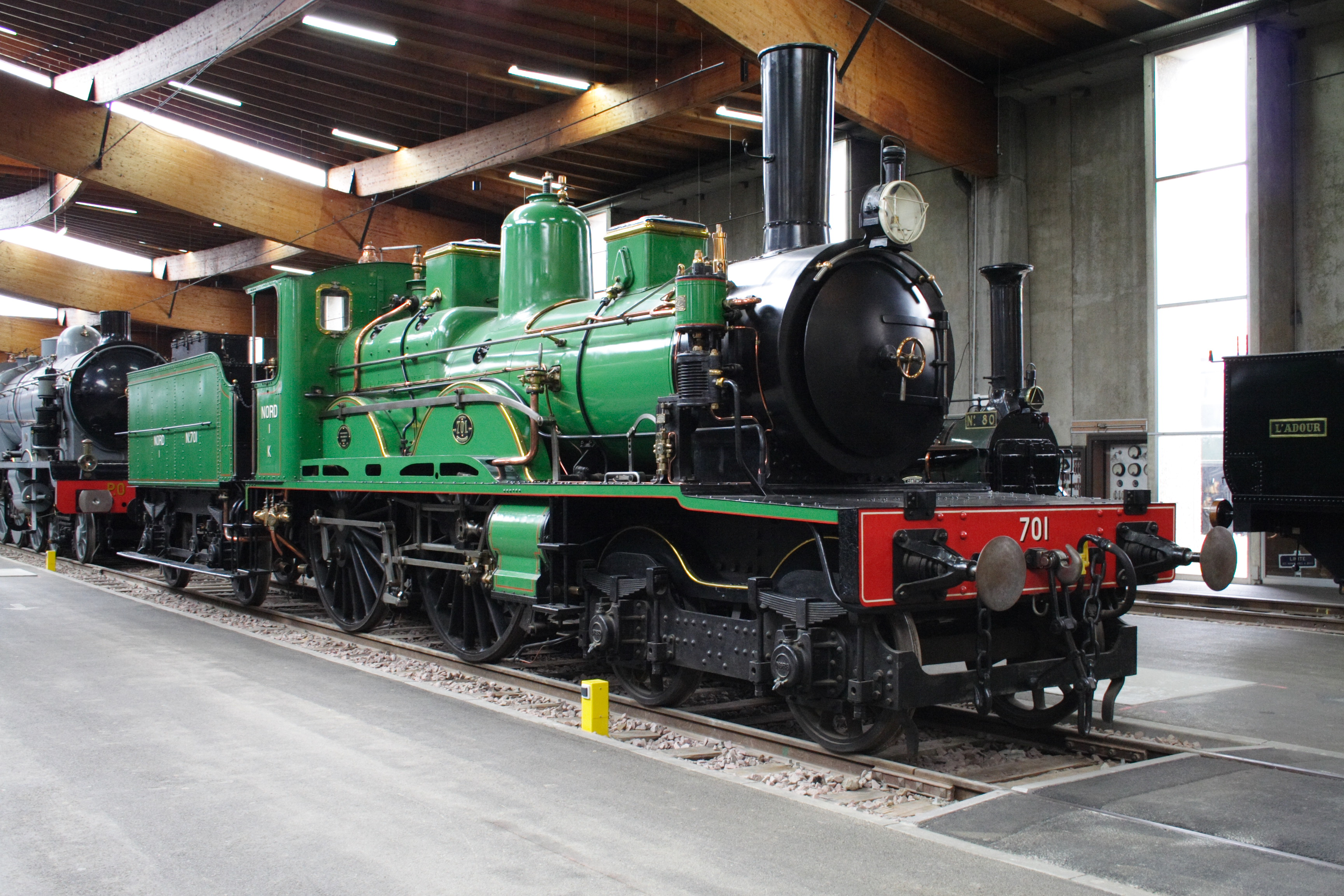
La Nord 701 était la première locomotive compound à 4 cylindres.

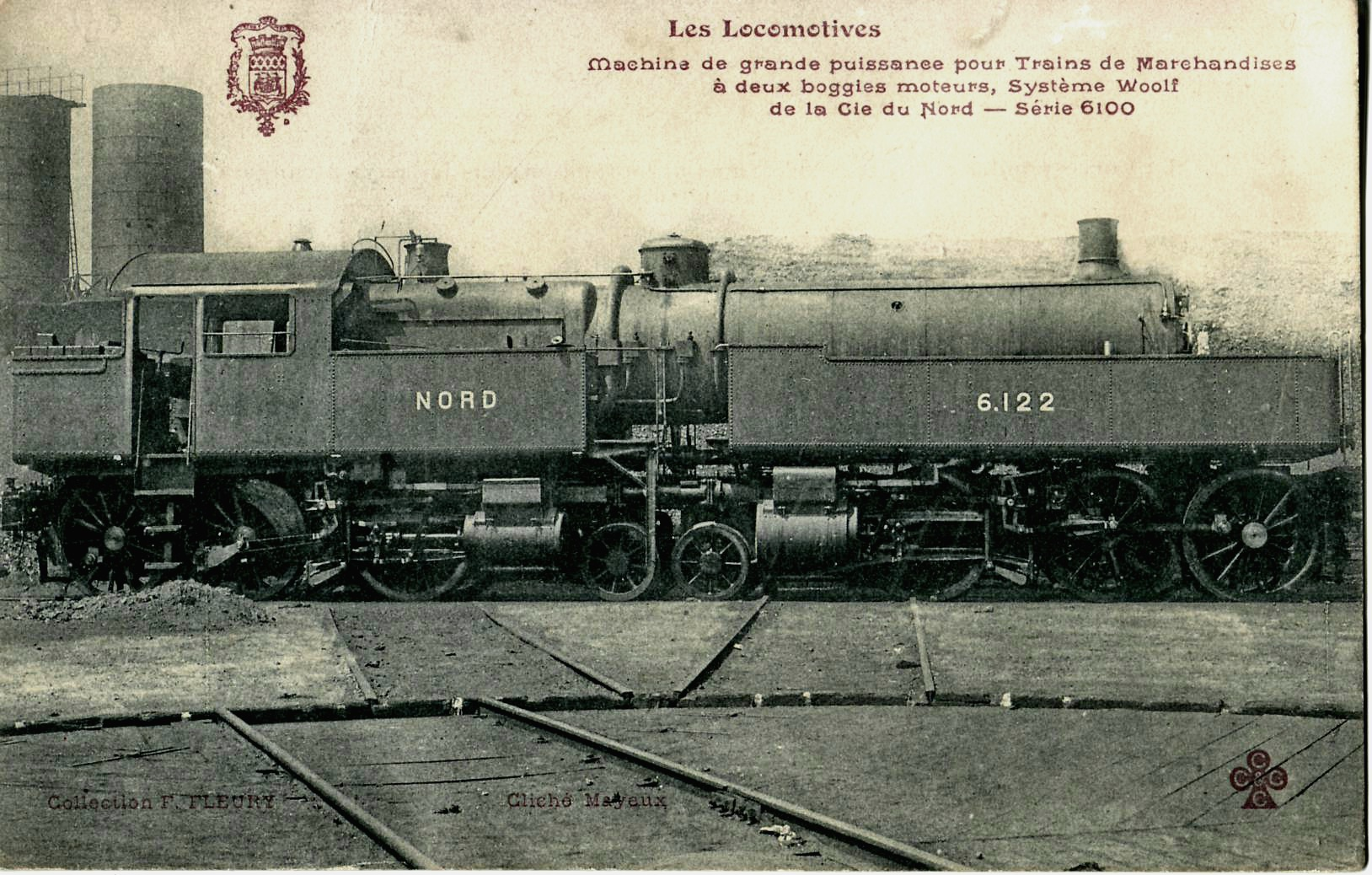
Locomotive articulée 031+130 T conçues par Gaston du Bousquet.

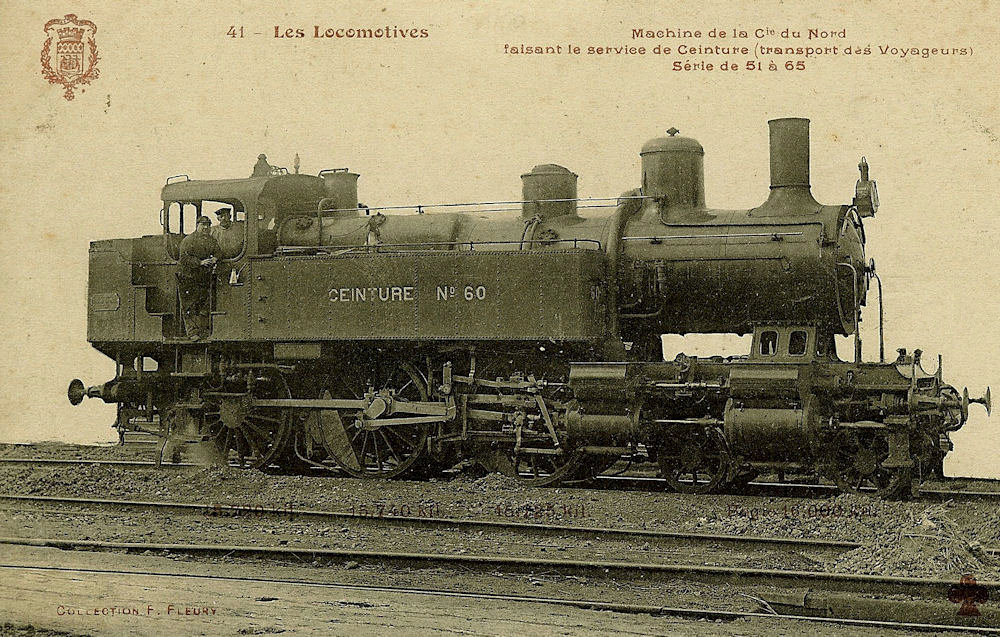
Une 230 Ceinture 51 à 65 avec ses cylindres HP et BP en série.

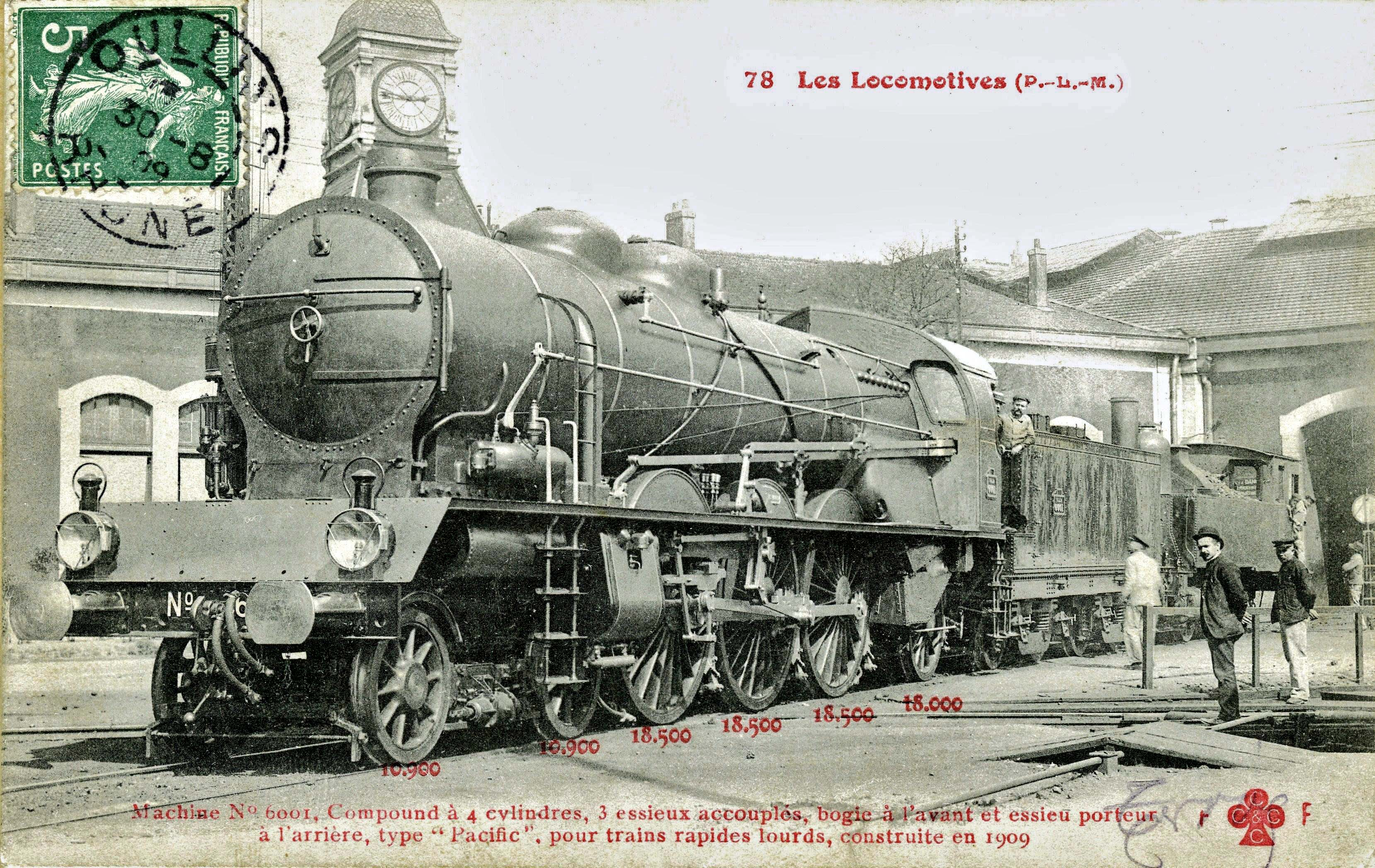
Le prototype 231 PLM 6001 a mis en évidence l'intérêt du compoundage.

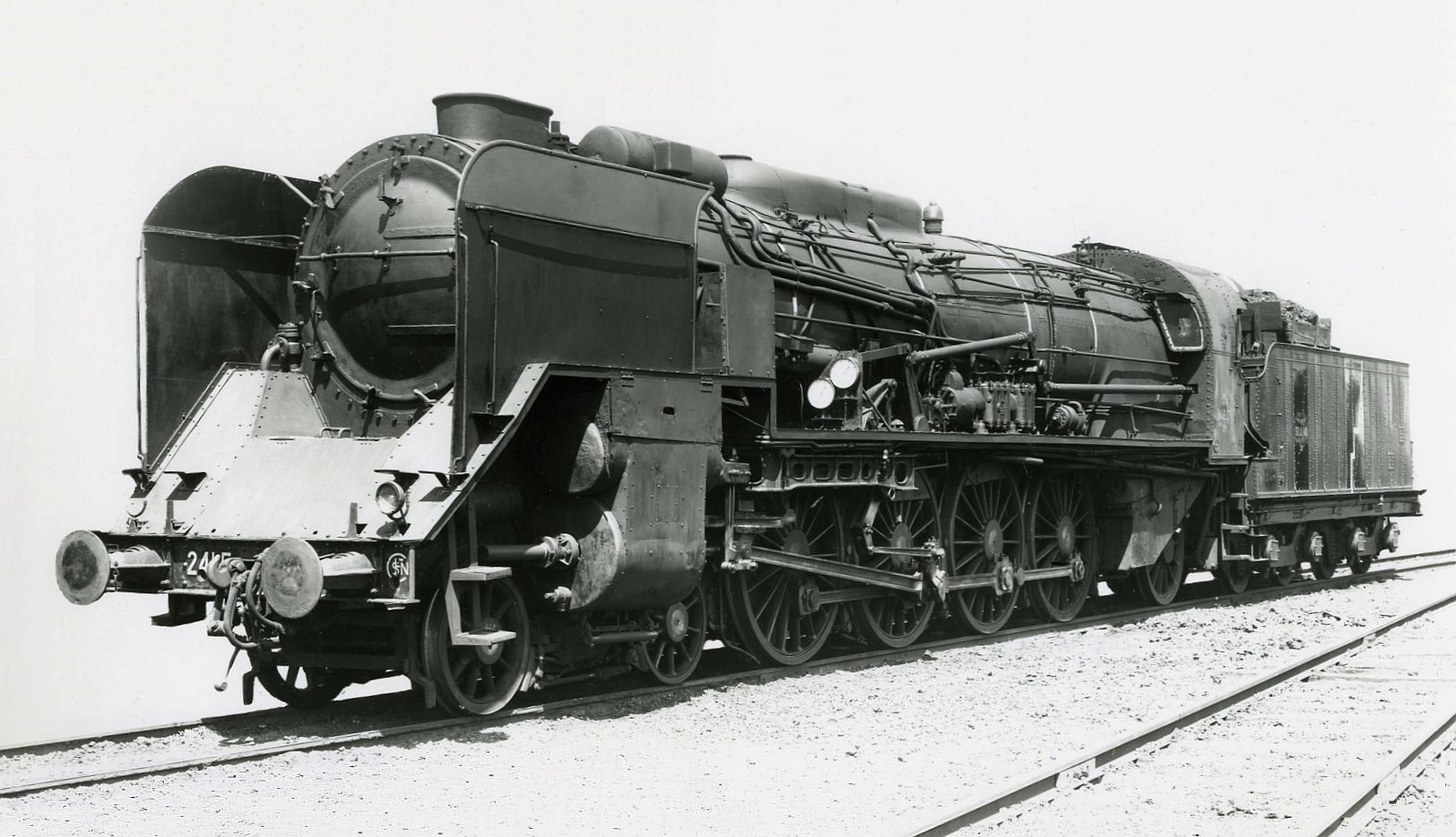
Avec leurs cylindres HP internes, les 241 A PLM préfigurent les 241 P SNCF.

Inventé par Hornblower et utilisé sur des machines Woolf (génératrices à vapeur) dès 1803, le compoundage apparaît vers le milieu du XIXe siècle dans la propulsion des navires à vapeur, associés à des condenseurs. C'est à la fin du XIXe siècle qu'il se développe dans le domaine ferroviaire, en France et aux États-Unis, avec les systèmes Vauclain et Mallet. 
L'efficacité des machines compound a été mise en évidence en 1910 par les essais comparatifs du PLM entre les Pacific 6101 et 6001. 
La première était un 4 cylindres à simple expansion et surchauffe ; la seconde était une 4 cylindres double expansion à vapeur saturée. Dès qu'on l'équipa d'un surchauffeur, elle surclassa son homologue à simple expansion. Les locomotives du PLM seront désormais toutes à double expansion.
Cette configuration plus complexe à fabriquer et plus délicate à conduire que les machines à simple expansion ne fut pas retenue, dans les années 1930, sur les machines puissantes des grands réseaux américains (où le combustible abondait alors que la main-d’œuvre qualifiée était rare). 
Cependant en France, la pénurie chronique de charbon de bonne qualité due à l'expansion rapide du transport ferroviaire, poussa tous les grands réseaux à s'équiper de machines compound sur le modèle conçu par Alfred de Glehn pour le réseau du Nord (la Nord 701).
Ainsi, dès la fin du XIXe siècle, et jusqu’à la fin de la traction vapeur, toutes les locomotives de grande puissance conçues en France, utilisèrent cette technique exigeante mais économique en combustible, alors que la majorité des grands réseaux mondiaux optèrent pour des machines moins sophistiquées mais consommant plus.
Ce choix technologique obligea les grandes compagnies françaises à former des équipes de conduite hautement qualifiées et titulaires de leurs machines, alors qu'ailleurs se développait la conduite « en banalité ». Ces mécaniciens et chauffeurs, très fiers de leur métier et de leurs engins, en prenaient un soin jaloux et les considéraient comme leur bien.
En pratique, les machines compound avaient un rendement supérieur d'un tiers environ par rapport à leurs homologues  à simple expansion, mais nécessitaient une main-d’œuvre nombreuse et bien formée pour leur utilisation et leur entretien.
Ainsi, les 141 R (à simple expansion) consommaient 33 % de combustible et 35 % d'eau de plus que les 141 P compound, mais parcouraient environ trois fois plus de kilomètres entre les révisions.
En Bavière, la Bavaroise S 3/6 de Maffei, bien qu'opérationnelle, ne parvint pas à convaincre de l'utilité de l'expansion multiple. 
En Prusse, August von Borries développa de très bonnes machines compound mais fut remplacé par Robert Garbe, tenant de la simple expansion combinée avec la surchauffe et partisan de la standardisation à outrance ; on ferrailla les machines de von Borries. 
Échec encore au Royaume-Uni où Francis Webb (en), l'ingénieur en chef du LNWR du London and North Western Railway fait construire presque 500 locomotives compound. Résolvant le problème inhérent des locomotives compound à deux cylindres asymétrique, Webb choisit une disposition avec deux cylindres HP extérieurs et un grand cylindre BP central, chacun ayant sa propre distribution, mais complique les choses en se passant de la bielle de liaison sur les locomotives de vitesse à deux essieux. Les locomotives introduites à partir de 1897 emploieront quatre cylindres, à la manière de celles d'Alfred de Glehn, mais agissant sur le même essieu, et souffrant des dimensions trop réduites des passages de vapeur. Les successeurs de Webb retireront prestement les locomotives à voyageurs à trois cylindres, tenteront quelques améliorations des modèles compound tardifs mais finiront par les transformer en locomotives à simple expansion. Plus tard, les études menées entre 1902 et 1907 par G. J. Churchward sur les 221 De Glehn « La France » et « President » dérivées des Atlantic Nord aboutirent finalement au rejet définitif de cette technique par le GWR à l'image des autres grands réseaux britanniques ; on ferrailla « La France » en 1926. Le LNER de sir Nigel Gresley construira bien encore la W1 No 10000 en 1929, mais réalisée en un seul exemplaire cette 232 à quatre cylindres compound intégrant une chaudière révolutionnaire de type aquatubulaire est à considérer comme une « concept-locomotive » et non comme un modèle abouti. Elle sera d'ailleurs remise au standard A4 (chaudière à tubes de fumée et moteur trois cylindres à simple expansion) dès 1937. Exception notable, le Midland Railway et son successeur le London, Midland and Scottish reprennent avec plus de succès la disposition à trois cylindres compound du prototype no 1619 du North Eastern Railway donnant naissance aux 45 machines de la classe 1000 apparues en 1902 et aux 195 de la classe 4P produites de 1924 à 1932 dont la carrière se poursuit jusqu'à la fin des années 1950. 
En Irlande, le Belfast and Northern Counties Railway et le Belfast and County Down Railway mettent en service plusieurs séries de compound à deux cylindres entre 1892 et 1908, certaines étant rapidement transformées en machines simple expansion, tandis que le Great Northern Railway réceptionne en 1932 les cinq locomotives de la classe V (en) pour la traction des express entre Dublin et Belfast. Reprenant le mécanisme à trois cylindres des 220 du LNER, elles rouleront jusqu'à la fin de la vapeur en 1963. 
André Chapelon et Marc de Caso, deux des plus grands ingénieurs français dans le domaine de l’ingénierie ferroviaire des locomotives à vapeur, n'ont jamais cessé de promouvoir ce type de cycle à expansion multiple, et surchauffe intermédiaire entre le(s) cylindre(s) BP et le(s) cylindre(s) HP. La 232 U 1, visible au musée ferroviaire de Mulhouse, représente l'aboutissement ultime de ce type de locomotive à vapeur.
En résumé, le compoundage ne se développa vraiment qu'en France et essentiellement pour des raisons d'économie de combustible, afin d'assurer une certaine indépendance énergétique vis-à-vis de nations plus riches en charbon.

## Locomotives remarquables
- 021 T BAB, la première locomotive compound, une locomotive à 2 cylindres conçue en 1876 par Anatole Mallet pour le chemin de fer Bayonne - Anglet - Biarritz.
- 130 A de l'Est de 1905, toujours à 2 cylindres : 1 HP à gauche et 1 BP à droite d'où leur surnom de « boîteuses ».
- 120 Experiment du LNWR réalisée en 1882 sous la direction de Francis William Webb, première compound à 3 cylindres : 2 HP extérieurs entraînant l'essieu arrière et 1 BP intérieur entrainant l'essieu moteur avant, non couplé au second (qualifiée de disposition 1110).
- 120 puis 220 Nord 701, 1886, première locomotive compound à 4 cylindres : les cylindres HP étaient intérieurs et entraînaient le premier essieu moteur ; les cylindres BP étaient extérieurs et entraînaient le second essieu moteur, non couplé au premier, ce qui lui valut un mauvais comportement en ligne.
- Nord 220 A (du Bousquet, Nord) et 221 A (de Glehn, SACM), premières compound modernes, avec cylindres HP extérieurs et cylindres BP intérieurs avancés dans l'axe du bogie.
- 031+130 T, locomotive articulée avec les cylindres HP sur le truck arrière et les BP sur le truck avant.
- 230 T 51 à 65 Ceinture[6], avec les cylindres HP et BP en tandem, les axes de tiroir et axes de pistons étant communs.
- 241 PLM (A, C) et 241 P, avec les cylindres BP extérieurs (entraînant le deuxième essieu moteur) et les cylindres HP intérieurs (entraînant le troisième essieu moteur).
- 151 A PLM, avec les 4 cylindres extérieurs, les cylindres BP antérieurs entraînant les 2 premiers essieux moteur et les cylindres HP entraînant les 3 derniers essieux moteur, ces deux groupes d'essieux étant couplés entre eux intérieurement.

- 242 A 1, reste la locomotive compound la plus puissante jamais construite, avec 3 cylindres- 1 HP intérieur et 2 BP exterieurs. Cette configuration permettait d'améliorer la rigidité et la solidité de l'essieu coudé.

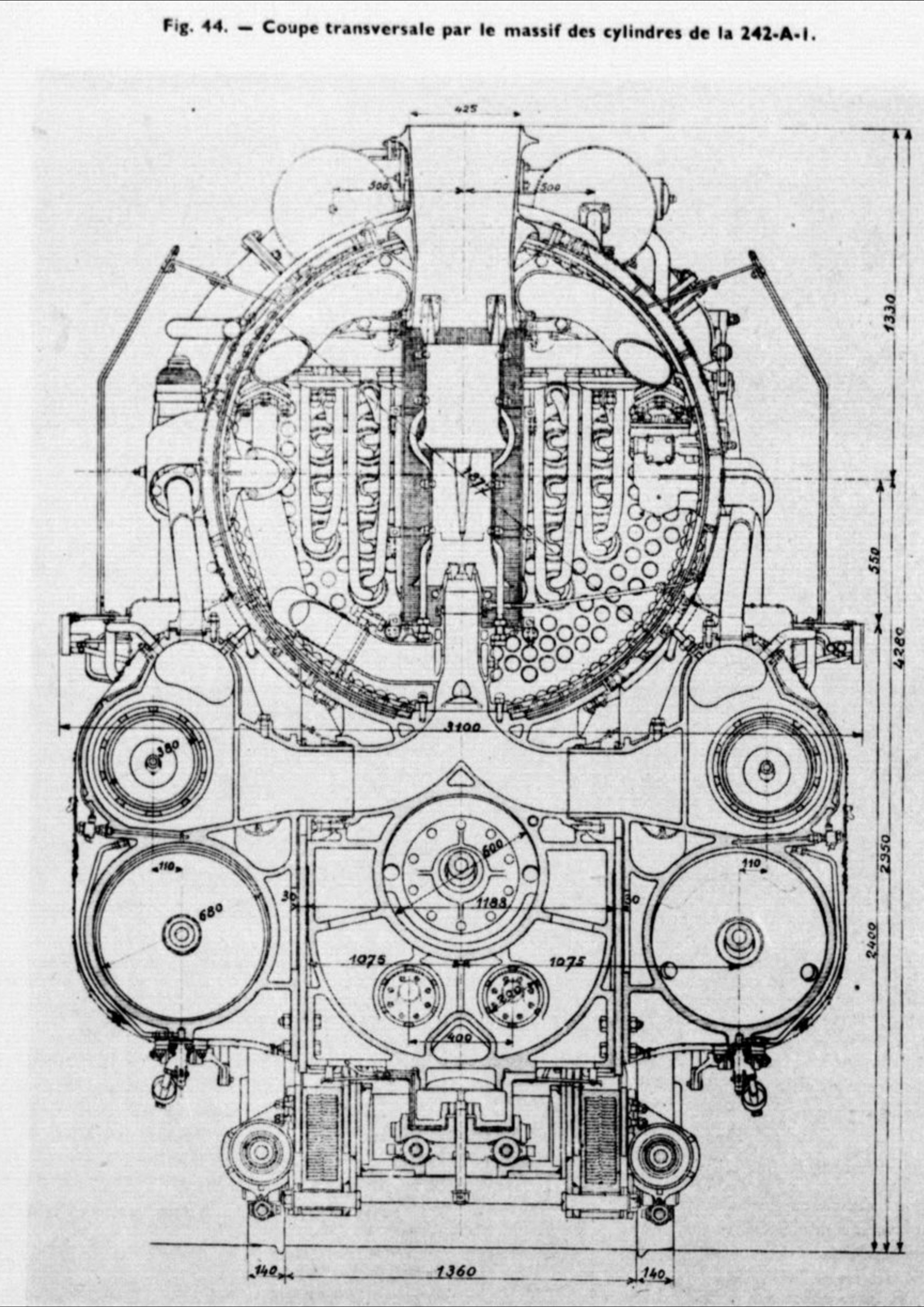
Diagramme montrant la machine en coupe/vue de face au niveau de la boîte à fumée, avec les 3 cylindres bien visibles.

- 030+030T, les machines SLM 401 à 408 construites entre 1901 et 1905, puis les SACM 409 à 414 construites entre 1927 et 1932 pour le réseau des CFD Vivarais sont des exemples remarquables de compounds sur voie métrique. Certaines (dont la célèbre Mallet 403) sont toujours en activité sur le réseau.